# Jorge Bogarín
Jorge Osvaldo Bogarín Sarubbi (Caazapá, 17 settembre 1938 – 2 agosto 2024) è stato un cestista paraguaiano.

## Biografia
Jorge Bogarín nacque il 17 settembre 1938 a Caazapá, fratello minore di Óscar Bogarín.
Morì il 2 agosto 2024 all'età di 85 anni.

## Carriera
Con il Paraguay disputò i Campionati mondiali del 1967.